# Хуан Пабло Колінас
Хуан Пабло Колінас Феррерас (ісп. Juan Pablo Colinas Ferreras, нар. 2 вересня 1978, Леон), відомий як просто Хуан Пабло — іспанський футболіст, що грав на позиції воротаря за низку іспанських клубних команд, ізраїльський «Маккабі» (Тель-Авів) та кіпрський АЕК (Ларнака).

## Ігрова кар'єра
Народився 2 вересня 1978 року в місті Леон. Вихованець футбольної школи клубу «Культураль Леонеса».
2000 року приєднався до системи «Алавеса». Спочатку був гравцем другої команди клубу, а починаючи із сезону 2002/03 почав залучатися до ігор головної команди спочатку на рівні Ла-Ліги, а згодом Сегунди, щоправда здебільшого як резервний голкіпер. 
Влітку 2005 року перейшов до друголігової «Нумансії», де вже став основним воротарем, згодом на тому ж рівні захищав ворота  «Тенерифе». 
Протягом сезону 2008/09 знову захищав ворота «Нумансії», вже на рівні Ла-Ліги, після чого був запрошений до також вищолігового «Спортінга» (Хіхон). Протягом чотирьох сезонів був основним воротарем команди з Хіхона, спочатку на рівні Ла-Ліги, а останній рік у Сегунді.
У 2013–2015 роках захищав кольори «Маккабі» (Тель-Авів), лідера тогочасного ізраїльського футболу, з яким двічи вигравав футбольну першість країни, після чого першу половину 2016 року знову провів у «Нумансії».
Завершував ігрову кар'єру в кіпрській команді АЕК (Ларнака), до якої приєднався 2017 року як резервний воротар, однак по ходу останнього у своїй кар'єрі сезону 2017/18 39-річний голкіпер виходив на поле здебільшого у стартовому складі.

## Статистика виступів

### Статистика клубних виступів
| Сезон                           | Команда                         | Чемпіонат                       | Чемпіонат | Чемпіонат | Національний кубок | Національний кубок | Національний кубок | Континентальні кубки | Континентальні кубки | Континентальні кубки | Інші змагання | Інші змагання | Інші змагання | Усього | Усього |
| Сезон                           | Команда                         | Ліга                            | Ігор      | Голів     | Ліга               | Ігор               | Голів              | Ліга                 | Ігор                 | Голів                | Ліга          | Ігор          | Голів         | Ігор   | Голів  |
| ------------------------------- | ------------------------------- | ------------------------------- | --------- | --------- | ------------------ | ------------------ | ------------------ | -------------------- | -------------------- | -------------------- | ------------- | ------------- | ------------- | ------ | ------ |
| 2000–01                         | «Алавес Б»                      | СДБ                             | 37        | -36       | -                  | -                  | -                  | -                    | -                    | -                    | -             | -             | -             | 37     | -36    |
| 2001–02                         | «Алавес Б»                      | СДБ                             | 32        | -28       | -                  | -                  | -                  | -                    | -                    | -                    | -             | -             | -             | 32     | -28    |
| Усього за «Алавес Б»            | Усього за «Алавес Б»            | Усього за «Алавес Б»            | 69        | -64       |                    | -                  | -                  |                      | -                    | -                    |               | -             | -             | 69     | -64    |
| 2002–03                         | «Алавес»                        | ПД                              | 5         | -8        | КІ                 | 0                  | 0                  | КУЄФА                | 0                    | 0                    | -             | -             | -             | 5      | -8     |
| 2003–04                         | «Алавес»                        | СД                              | 5         | -3        | КІ                 | 8                  | -7                 | -                    | -                    | -                    | -             | -             | -             | 13     | -10    |
| 2004–05                         | «Алавес»                        | СД                              | 5         | -6        | КІ                 | 1                  | -1                 | -                    | -                    | -                    | -             | -             | -             | 6      | -7     |
| Усього за «Алавес»              | Усього за «Алавес»              | Усього за «Алавес»              | 15        | -17       |                    | 9                  | -8                 |                      | 0                    | 0                    |               | -             | -             | 24     | -25    |
| 2005–06                         | «Нумансія»                      | СД                              | 30        | -34       | КІ                 | 0                  | 0                  | -                    | -                    | -                    | -             | -             | -             | 30     | -34    |
| 2006–07                         | «Нумансія»                      | СД                              | 41        | -41       | КІ                 | 0                  | 0                  | -                    | -                    | -                    | -             | -             | -             | 41     | -41    |
| 2007–08                         | «Тенерифе»                      | СД                              | 29        | -33       | КІ                 | 0                  | 0                  | -                    | -                    | -                    | -             | -             | -             | 29     | -33    |
| 2008–09                         | «Нумансія»                      | ПД                              | 37        | -64       | КІ                 | 0                  | 0                  | -                    | -                    | -                    | -             | -             | -             | 37     | -64    |
| 2009–10                         | «Спортінг» (Хіхон)              | ПД                              | 38        | -51       | КІ                 | 0                  | 0                  | -                    | -                    | -                    | -             | -             | -             | 38     | -51    |
| 2010–11                         | «Спортінг» (Хіхон)              | ПД                              | 25        | -30       | КІ                 | 0                  | 0                  | -                    | -                    | -                    | -             | -             | -             | 25     | -30    |
| 2011–12                         | «Спортінг» (Хіхон)              | ПД                              | 37        | -65       | КІ                 | 0                  | 0                  | -                    | -                    | -                    | -             | -             | -             | 37     | -65    |
| 2012–13                         | «Спортінг» (Хіхон)              | СД                              | 20        | -28       | КІ                 | 0                  | 0                  | -                    | -                    | -                    | -             | -             | -             | 20     | -28    |
| Усього за «Спортінг» (Хіхон)    | Усього за «Спортінг» (Хіхон)    | Усього за «Спортінг» (Хіхон)    | 120       | -174      |                    | 0                  | 0                  |                      | -                    | -                    |               | -             | -             | 120    | -174   |
| 2013–14                         | «Маккабі» (Тель-Авів)           | ЧІ                              | 26+7      | - 18 + -8 | КІ                 | 0                  | 0                  | ЛЧ+ЛЄ                | 4+8                  | -5 + -8              | -             | -             | -             | 45     | -39    |
| 2014–15                         | «Маккабі» (Тель-Авів)           | ЧІ                              | 18+9      | -14 + -10 | КІ+КТ              | 3+2                | -2 + -0            | ЛЧ+ЛЄ                | 4+2                  | -3 + -3              | -             | -             | -             | 38     | -32    |
| серп. 2015                      | «Маккабі» (Тель-Авів)           | ЧІ                              | 1         | -2        | КІ+КТ              | 0+1                | -1                 | ЛЧ                   | 6                    | -8                   | СІ            | 1             | -2            | 9      | -13    |
| Усього за «Маккабі» (Тель-Авів) | Усього за «Маккабі» (Тель-Авів) | Усього за «Маккабі» (Тель-Авів) | 61        | -52       |                    | 6                  | -3                 |                      | 24                   | -27                  |               | 1             | -2            | 92     | -84    |
| січ.-черв. 2016                 | «Нумансія»                      | СД                              | 4         | 4         | КІ                 | -                  | -                  | -                    | -                    | -                    | -             | -             | -             | 4      | -4     |
| Усього за «Нумансію»            | Усього за «Нумансію»            | Усього за «Нумансію»            | 112       | -143      |                    | 0                  | 0                  |                      | -                    | -                    |               | -             | -             | 112    | -143   |
| січ.-черв. 2017                 | АЕК (Ларнака)                   | ЧК                              | 0+5       | -2        | КК                 | 2                  | -5                 | ЛЄ                   | -                    | -                    | -             | -             | -             | 7      | -7     |
| 2017–18                         | АЕК (Ларнака)                   | ЧК                              | 26+8      | -24 + -10 | КК                 | 0                  | 0                  | ЛЄ                   | 8                    | -5                   | -             | -             | -             | 37     | -32    |
| Усього за АЕК (Ларнака)         | Усього за АЕК (Ларнака)         | Усього за АЕК (Ларнака)         | 42        | -39       |                    | 2                  | -5                 |                      | 8                    | -5                   |               | -             | -             | 44     | -39    |
| Усього за кар'єру               | Усього за кар'єру               | Усього за кар'єру               | 445       | -519      |                    | 17                 | -16                |                      | 32                   | -32                  |               | 1             | -2            | 495    | -569   |

## Титули і досягнення
- Чемпіон Ізраїлю (2):

«Маккабі» (Тель-Авів): 2013-2014, 2014-2015
- Володар Кубка Ізраїлю (1):

«Маккабі» (Тель-Авів): 2014-2015
- Володар Кубка Кіпру (1):

АЕК (Ларнака): 2017-2018